# Trashiyangste (huyện)

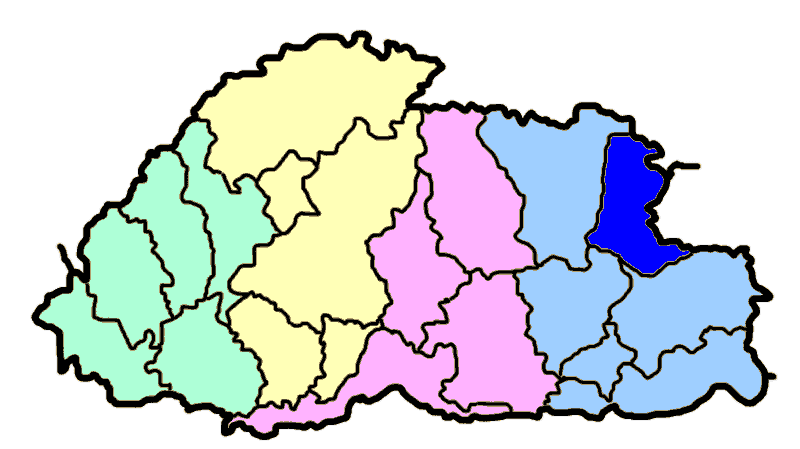
Vị trí của Trashiyangtse trong Bhutan

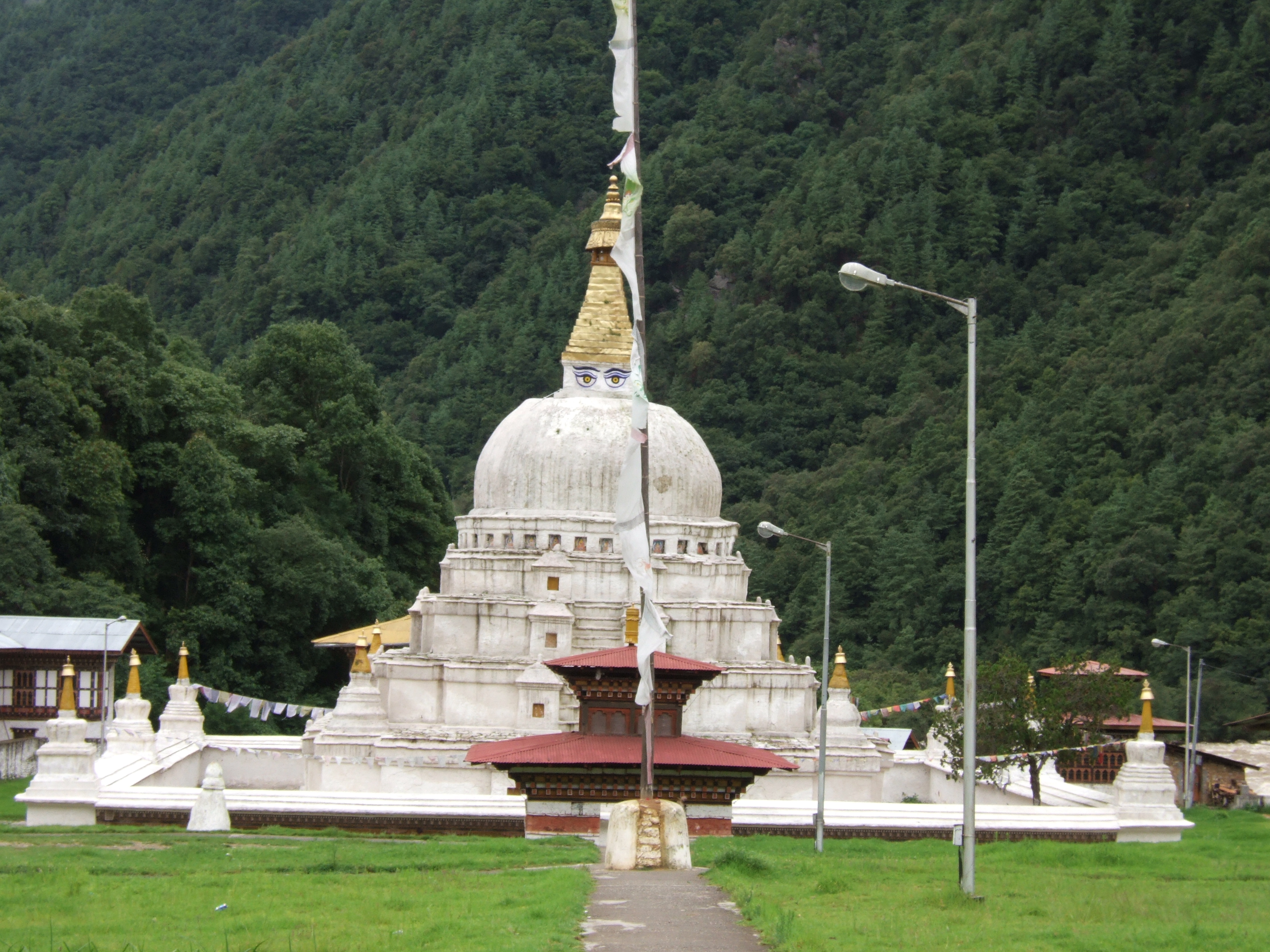
Chorten Kora, Trashiyangtse, Bhutan

Trashiyangtse (tiếng Dzongkha: གཡང་ཙེ) là một trong 20 dzongkhag (huyện) của Bhutan. Huyện này được lập năm 1992 thông qua việc tách Trashiyangtse cũ từ Trashigang. Huyện này có diện tích 1437,9 km².

## Phân chia hành chính
Trashiyangste được chia thành 8 gewogs:
- Bumdeling Gewog
- Jamkhar Gewog
- Khamdang Gewog
- Ramjar Gewog
- Toetsho Gewog
- Tomzhangtshen Gewog
- Trashiyangtse Gewog (cũng viết: Yangtse Gewog)
- Yalang Gewog